# Bengt Krantz

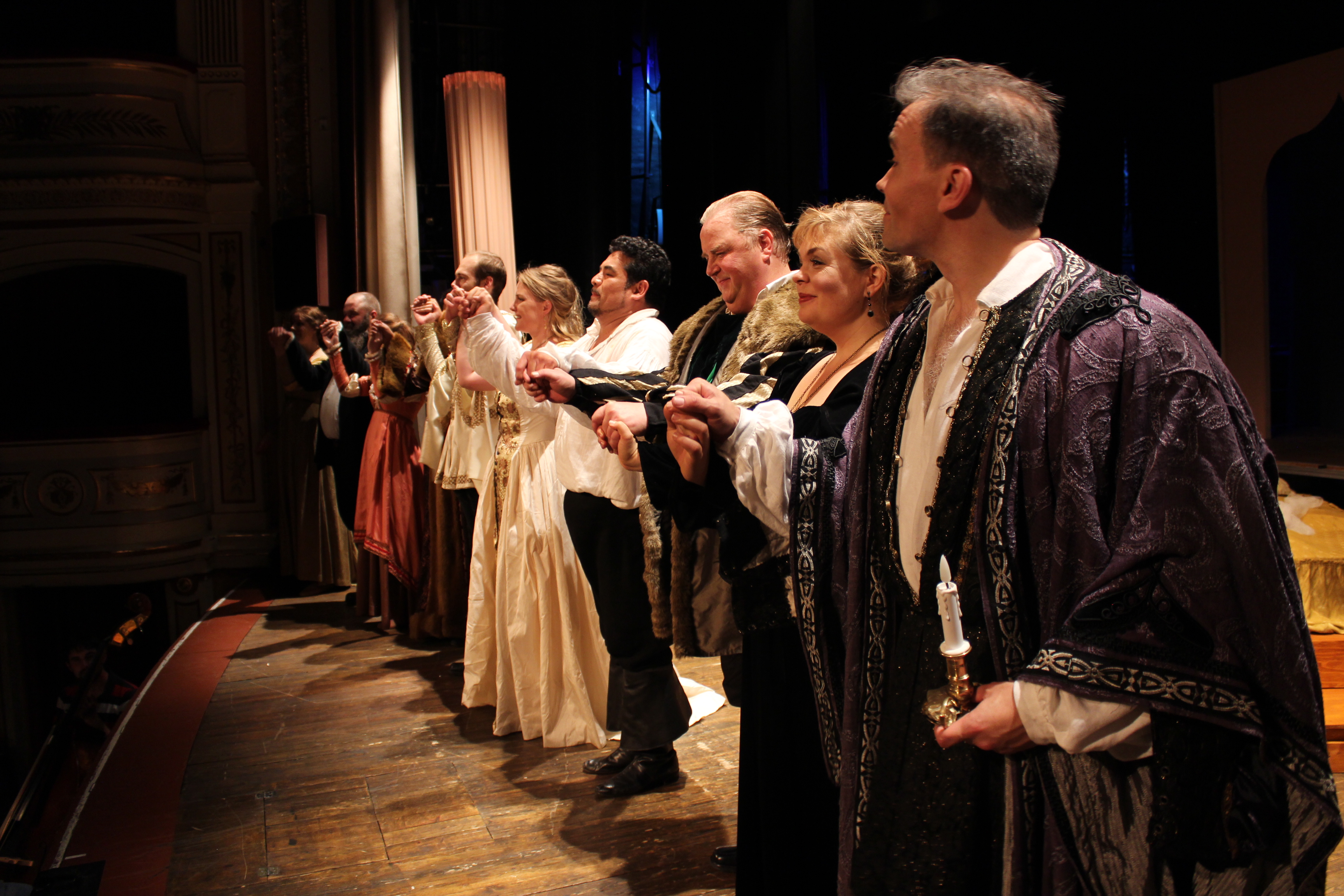
Bengt Krantz som Jago i Otello av Giuseppe Verdi. Applådtack. Ystads Teater, 2016.

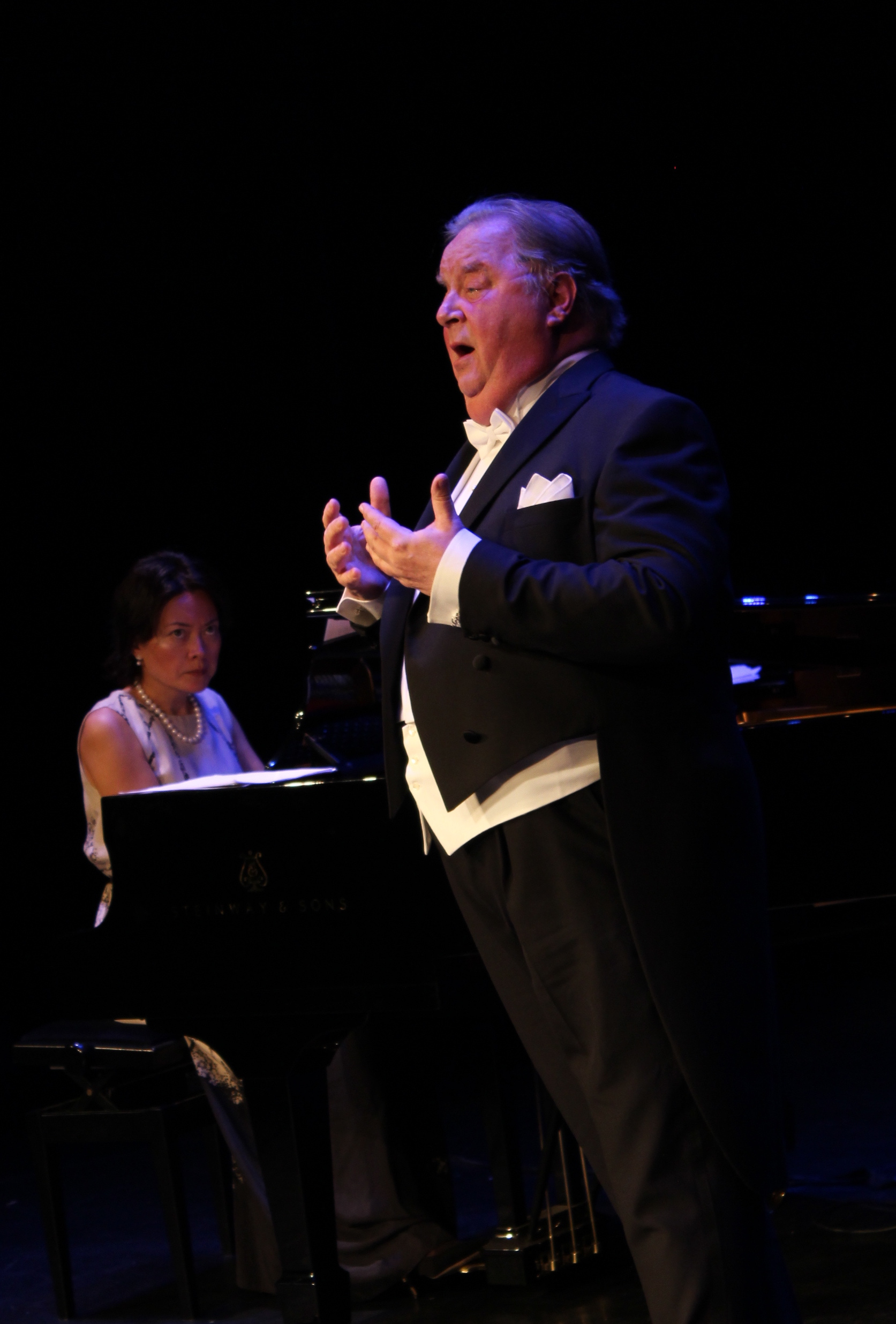
Bengt Krantz under en konsert på Ystad Teater år 2018

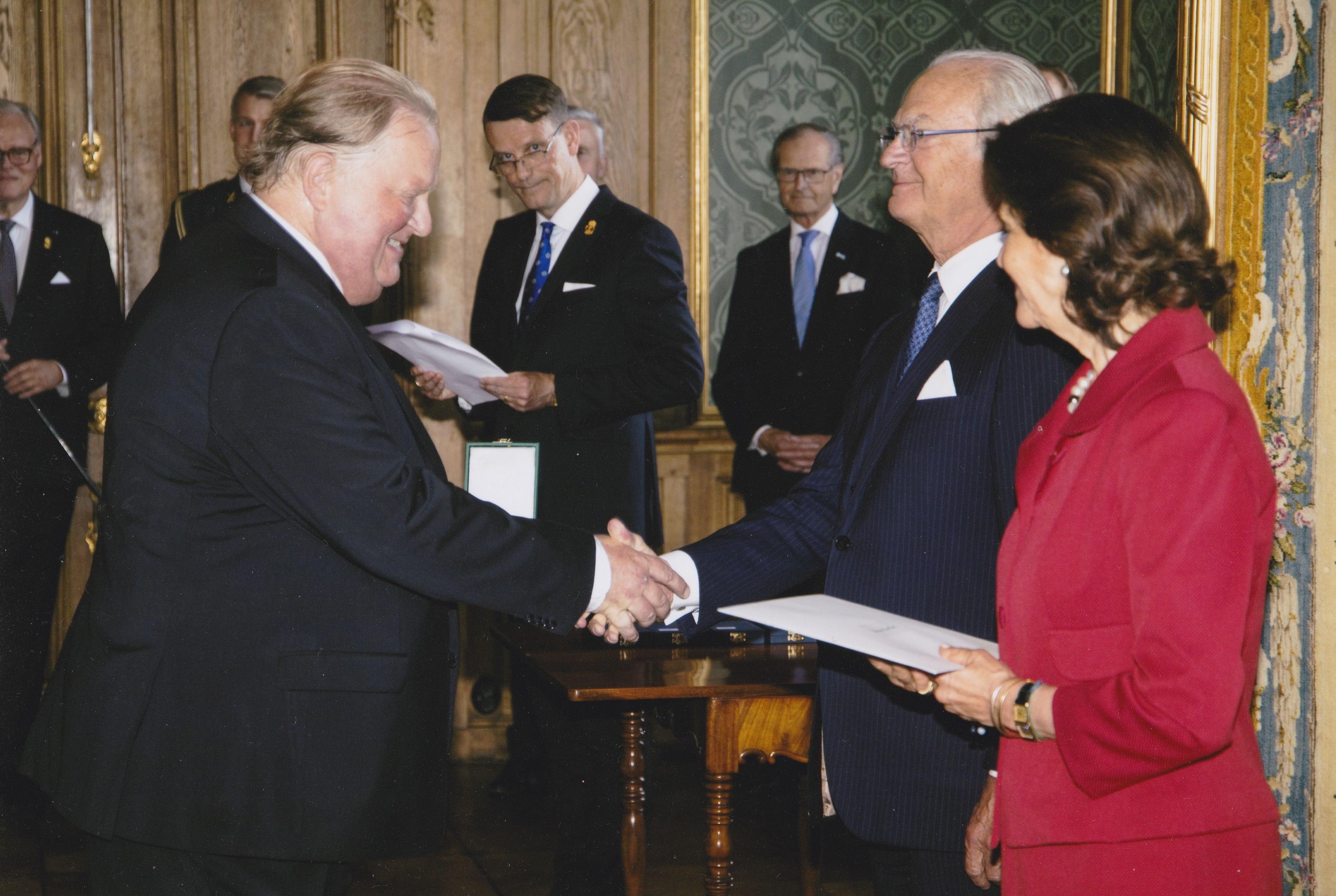
Bengt Krantz tar emot medaljen Litteris et artibus på Stockholms slott den 6 juni 2019.

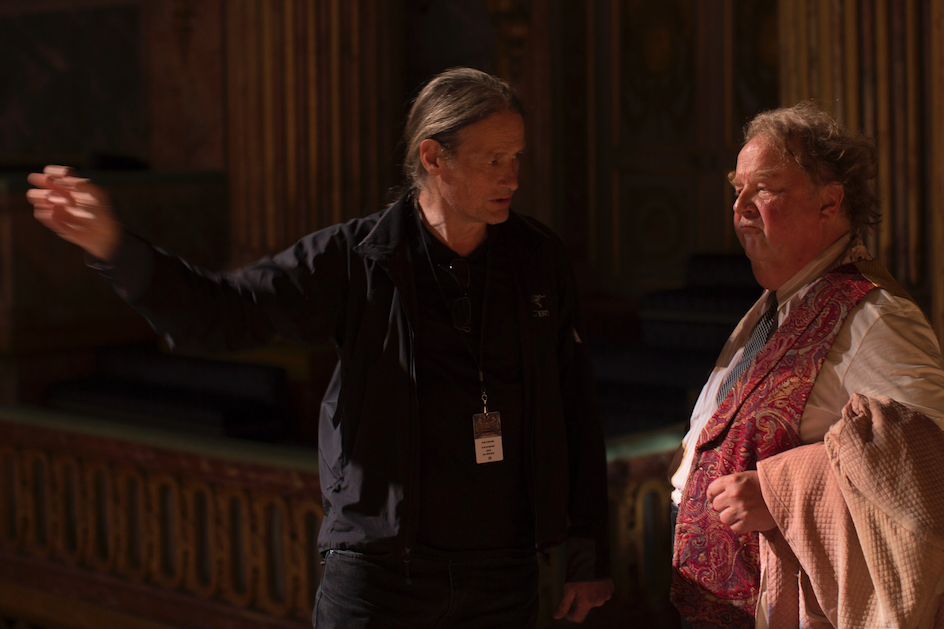
Bengt Krantz tar instruktion av regissören Lars Rudolfsson i operan Xerxes av Händel, som gästspelade på Versailles slottsteater under sommaren 2015. Här spelar han rollen som Elviro.

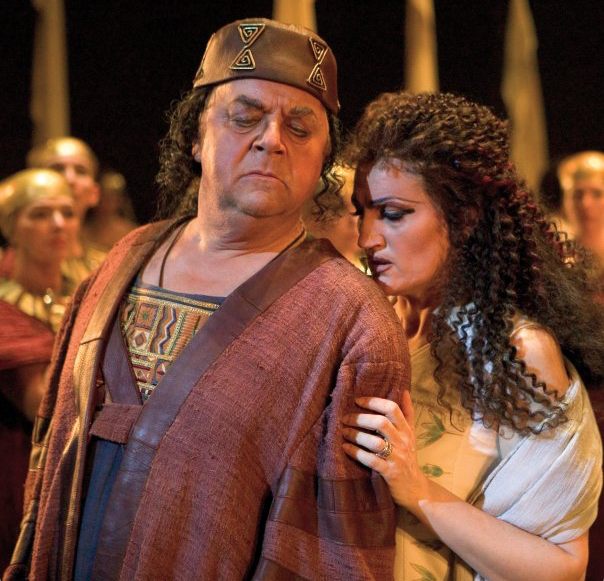
Bengt Krantz som Amonasro i Aida av Giuseppe Verdi, i en produktion på Malmö Opera. Här med italienska sopranen Simona Zambruno, som sjunger titelrollen.

Bengt Ingvar Krantz, född 29 juni 1952, är en svensk operasångare (basbaryton), skådespelare och talboksinläsare.
Krantz är utbildad vid Operastudio 67 1971–1974 och Statens Musikdramatiska skola. Krantz har gjort över 100 roller och arbetat vid bland annat Folkoperan, Kungliga Operan, Värmlandsoperan och Malmö Opera och Musikteater. Bland rollerna kan nämnas Amonasro i Aida, Sharpless i Madama Butterfly, Ping i Turandot, Scarpia i Tosca, talaren och Papageno i Trollflöjten, de fyra basrollerna i Hoffmanns äventyr, Figaro i Barberaren i Sevilla, titelrollen i Macbeth, Jago i Otello och Swedenborg i den för honom specialskrivna operan Hemligheter, i vilken han gestaltar Emanuel Swedenborg. Han är sedan 2005 ordförande för Jussi Björlingsällskapet.

## Utmärkelser
- Medaljen Litteris et Artibus (2019) för framstående konstnärliga insatser som operasångare.[2]
- Svenska Dagbladets operapris (1987).
- Tidskriften Operas operapris för säsongen 1989–90.[3]

## Filmografi
- 1990 – Apelsinmannen, voyeuren (SVT Drama)
- 1991 – Facklorna, sångaren (SVT Drama)
- 1997 – Snoken, Skenet bedrar, cellisten (SVT Drama)
- 1997 – Beck – Mannen med ikonerna, justitieministern
- 1998 – Pip-Larssons, Episod 1:5, brodern
- 2007 – Underbar och älskad av alla, skådespelaren
- 2011 – Tjuvarnas jul, borgmästaren

## Operaroller (urval)

### Folkoperan
- Jacopo Foroni, Advokaten Pathelin, 1977
- Gian Carlo Menotti, Miss Todd fångar en tjuv, 1982
- Georges Bizet, Carmen, 1982
- Giuseppe Verdi, Aida, Amonasro, 1985
- Kerstin Nerbe, Mumien vaknar, (för barn), 1985
- Giacomo Puccini, Madama Butterfly, Sharpless, 1986
- Wolfgang Amadeus Mozart, Trollflöjten, talaren, 1986
- Gioacchino Rossini, Barberaren i Sevilla, Figaro, 1989
- Jaques Offenbach, Hoffmanns äventyr, Lindorf, Copelius, Dr. Miracle, Dappertutto, 1990
- Camille Saint-Saëns, Simson och Delila, översteprästen, 1991
- Johann Strauss d.y., Läderlappen, 1992
- Georg Riedel, Hemsöborna, 1994

### Malmö Opera
- Benjamin Britten, En Midsommarnattsdröm, Niklas Botten, 1993
- Giuseppe Verdi, Falstaff, titelrollen, 1998
- Jag svänger de klockor du hör i din själ. Litterärt program vid 100-årsminnet av Hjalmar Gullberg, 1998
- Giacomo Puccini, Turandot, Ping, 1999. Reprispremiär 2000
- Ruggiero Leoncavallo, Pajazzo, Tonio, 1999
- Pildammskonsert, solist, 1999
- Gaetano Donizetti, Regementets dotter, Sergeant Sulpice, 1999
- Pildammskonsert, solist, 2000
- Giuseppe Verdi, Aida, Amonasro, 2000, reprispremiär  2001, 2008
- Catharina Backman, Porträttet, George, 2000
- Claude-Michel Schönberg och Alain Boublil, Les Misérables, Monsieur Thenardiér.
- Giacomo Puccini, Tosca, Scarpia, 2001
- Kaspar Hauser, borgmästare Tuscher, 2001
- Giuseppe Verdi, Requiem, solist, 2001
- Charles Gounod, Faust, Méphistophélès, 2005 och 2007
- Giuseppe Verdi, Maskeradbalen, Renato, 2006
- Giuseppe Verdi, Macbeth, Macbeth 2007
- Giacomo Puccini, La Fanciulla del West, Jack Rance 2007
- Varierande kompositörer, Turné: Jag känner mig hågad att sjunga ett slag, huvudsolist, 2007
- Richard Strauss, Salome, förste soldaten, 2008
- Lars-Erik Larsson, Prinsessan av Cypern, Medon, 2008
- Andrew Lloyd Webber, Jesus Christ Superstar, Kajafas, 2008
- Giuseppe Verdi, La traviata, Giorgio Germont, 2008
- Jake Heggie, Dead Man Walking, George Benton, 2009
- Samuel Barber, Vanessa, den gamle doktorn, 2009
- Jacques Offenbach, Pariserliv, baron de Gondremarck, 2009
- Gioacchino Rossini, Askungen, Don Magnifico, 2009
- Igor Stravinskij, Rucklarens väg, Nick Shadow, 2009
- Jonas Forssell, Hemligheter, Emanuel Swedenborg, 2011
- Jaques Offenbach, Hoffmanns äventyr, Luther, Crespel och Schlemil, 2011
- Georges Bizet, Carmen, Zuniga, 2012;  Richard Wagner, Parsifal, Andere Gralsritter, 2012;  Benjamin Britten, Let´s Make an Opera; Richard, Bob & Alfred  Wolfgang Amadeus Mozart, Trollflöjten; Talaren, Förste prästen, Harneskmannen.  Aribert Reimann, Lear; Kungen av Frankrike  Giuseppe Verdi, La Traviata, Giorgio Germont  Giacomo Puccini,La Boheme, Alcindore  Richard Strauss, Rosenkavaljeren, En poliskommissarie  Charles Gounod, Romeo och Julia, Broder Lorenzo, Hertigen av Mantua  Pjotr Tjajkovskij, Eugen Onegin, Kaptenen & Zaretskij  Lerner&Loewe, My Fair Lady, Alfred P. Dolittle  W.A.Mozart, Le Nozze di Figaro, Antonio  Benjamin Staern, Snödrottningen, Renen Bä  Karl-Birger Blomdahl, Aniara, Tredje chefsteknikern  Joseph Bock, Fiddler on the Roof, Mordcha &  Kommissarien  Hans Gefors, Parken, Erstling

### Värmlandsoperan
- Richard Wagner, Den flygande holländaren, Daland, 1995
- Claude-Michel Schönberg och Alain Boublil, Les Misérables, Monsieur Thenardiér, 1996
- Umberto Giordano, Andrea Chénier, Gérard, 1997
- Giacomo Puccini, Tosca, Scarpia, 2000
- Gioacchino Rossini, Askungen, Don Magnifico, 2002
- Wolfgang Amadeus Mozart, Così fan tutte, Don Alfonso, 2006

### Operafabriken
- 2015 – Barnaba i La Gioconda av Amilcare Ponchielli.
- 2016 - Jago i Otello av Giuseppe Verdi

## Teater

### Roller
| År   | Roll                      | Produktion                                                                | Regi         | Teater        |
| ---- | ------------------------- | ------------------------------------------------------------------------- | ------------ | ------------- |
| 1980 | Pawlowitsch               | Greven av Luxemburg Franz Lehár, Alfred Maria Willner och Robert Bodansky | Ivo Cramér   | Oscarsteatern |
| 1995 |                           | Cyrano Sebastian, Pierre Westerdahl och Fleming Enevold                   | Åsa Melldahl | Oscarsteatern |
| 2005 | Kommendör George Brackett | South Pacific Richard Rodgers och Oscar Hammerstein                       | Åsa Melldahl | Malmö Opera   |
| 2017 | Mordcha, värdshusvärd     | Spelman på taket Jerry Bock, Sheldon Harnick och Joseph Stein             | Orpha Phelan | Malmö Opera   |